# Врангель, Владимир Людвигович
Барон Владимир Людвигович Врангель (20 февраля (3 марта) 1820 — 26 ноября [9 декабря] 1902, Красное Село, Санкт-Петербургская губерния) — генерал-лейтенант русской императорской армии.

## Биография
Происходил из рода Врангели дома Addinal. Родился 20 февраля (3 марта) 1820 года в семье командира Костромского полка барона Людвига Андреевича фон Врангеля.
После окончания Пажеского корпуса вступил в службу прапорщиком 10 августа 1838 года. С 9 июля 1841 года — подпоручик, с 6 июля 1844 — поручик, с 12 марта 1848 — штабс-капитан, с 28 октября 1850 — капитан, с 23 февраля 1854 — майор, с 28 октября 1856 — подполковник, с 22 декабря 1859 — полковник.
С 10 сентября 1863 года по 30 августа 1873 года В. Л. Врангель был командиром Бородинского пехотного полка.
С 30 августа 1873 года по 4 декабря 1873 года командовал 1-й бригадой 39-й пехотной дивизией. Затем, до 24 мая 1892 года он командовал 1-й бригадой 22-й пехотной дивизией, после чего был назначен комендантом Красного Села; с 30 августа 1892 года — генерал-лейтенант.
Умер в Красном Селе 26 ноября (9 декабря) 1902 года.

## Семья
С 1858 года был женат на Ванде Стюарт-Халлибартон (англ. Stuart-Halliburton; 1839—1866), которая родила троих детей:
- Константин (1860—1917), генерал-майор; его жена Ольга — дочь К. Ф. Славянского.
- Александра (1861—1892)
- Платон (1864—?), с 1896 года женат на Наталье Константиновне Шнеур; у них 04.05.1900 родился сын Леонид

С 25 марта 1879 года его второй женой стала сестра первой — Александра Доминика (1851—1912).